# Lăpugiu de Jos
Lăpugiu de Jos – wieś w Rumunii, w okręgu Hunedoara, w gminie Lăpugiu de Jos. W 2011 roku liczyła 137 mieszkańców.